# Anthony Payne
Anthony Payne (* 2. August 1936 in London; † 30. April 2021) war ein britischer Komponist, Musikwissenschaftler und Musikkritiker.

## Leben
Payne verfasste bereits als Schüler eigene Kompositionen. Das Musikstudium absolvierte er an der University of Durham. Seither arbeitete er als freischaffender Künstler, Musik- und Hochschullehrer. Payne war mit der Sopranistin Jane Manning (1938–2021) verheiratet, mit der er 1988 das Ensemble Jane's Minstrels gründete.

## Werk
Paynes kompositorisches Werk ist stark von den englischen Romantikern des frühen 20. Jahrhunderts wie Edward Elgar, Frederick Delius und Vaughan Williams beeinflusst.
Der Durchbruch gelang ihm Mitte der 1960er Jahre mit seiner Phoenix-Messe. Es folgten zahlreiche Auftragsarbeiten. Insgesamt hat Payne über 50 Kompositionen unterschiedlicher Genres sowie mehrere musikwissenschaftliche Schriften vorgelegt, unter anderem über die Werke von Arnold Schönberg und Frank Bridge. Payne arbeitete außerdem als Musikkritiker, unter anderem für die britischen Tageszeitungen The Times, The Daily Telegraph und The Independent.
Aufsehen erregte Payne mit seiner im Februar 1998 erstmals aufgeführten Version der bis dahin unvollendeten Dritten Symphonie von Edward Elgar. Am 2. August 2006, seinem 70. Geburtstag, wurde im Rahmen der BBC Proms außerdem Elgars durch Payne rekonstruierter und fertiggestellter Marsch Pomp and Circumstance No. 6 uraufgeführt.

### Werke (Auswahl)
- Phoenix Mass (1965/72)
- A Day in the Life of a Mayfly (1981)
- Spring's Shining Wake (1981)
- The Spirit's Harvest (1985)
- Time's Arrow (1990)
- The Seeds Long Hidden (1994)
- Empty Landscape – Heart's Ease (1995)
- Elgar Symphony No. 3, elaborated by Anthony Payne (1998)
- Visions and Journeys (2002)
- Elgar/Payne: Pomp and Circumstance March No. 6 (2006)